# Klim Churyumov
Klim Ivánovich Churiúmov (en ucraniano: Клим Іва́нович Чурю́мов, en ruso: Клим Ива́нович Чурю́мов) (19 de febrero de 1937 - 14 de octubre de 2016) fue un astrónomo ucraniano soviético.
Director del Planetario de Kiev, miembro de la Academia Nacional de Ciencias de Ucrania, de la Unión Astronómica Internacional, de la Academia de Ciencias de Nueva York, editor de la revista Nuestros Cielos (en ucraniano: Наше Небо) entre 2006 y 2009 fue presidente de la Sociedad Ucraniana de Astronomía Amateur y también fue autor de libros para niños.
En 1969 descubrió, con Svetlana Guerasimenko, el cometa 67P/Churyumov-Gerasimenko; el 12 de noviembre de 2014, la misión espacial Rosetta aterrizó su nave espacial Philae en su superficie.

## Biografía
Era el cuarto de ocho hijos de Ivan Ivánivich Churiúmov y Antonina Mijáiilovna Churiúmova (1907). Su padre fue declarado muerto durante la Segunda Guerra Mundial en 1942.
En 1949, la familia de Churiúmov se mudó de Mykoláyiv a Kiev. Después de séptimo grado, ingresó al Kiev Railway College, donde se graduó con honores en 1955. Recibió una recomendación para ingresar a educación superior.
Ingresó en la Facultad de Física de la Universidad Estatal de Kiev. Durante su tercer año de estudio, se decepcionó al ser asignado al Departamento de óptica, en lugar de al de física teórica. Sin embargo, continuó asistiendo a conferencias sobre física teórica, aunque las autoridades desaprobaron, y finalmente se trasladó a la facultad de astronomía, donde había lugares vacantes.
Después de su graduación en 1960, fue enviado a la estación geofísica polar en la bahía de Tiksi en la República Socialista Soviética Autónoma de Yakutia. Allí estudió la aurora, las corrientes telúricas y la ionosfera.
En 1962, regresó a Kiev y se fue a trabajar a la planta Arsenal, donde participó en el desarrollo de componentes ópticos para el ejército soviético y los programas espaciales.
Después de terminar sus estudios de posgrado en la Universidad Estatal de Kiev (especialidad astrofísica, bajo la supervisión del profesor Serguéi Vsejsvyatski), continuó trabajando como becario en el Departamento de Astronomía en la universidad.
Como parte de su trabajo observó los cometas en el observatorio astronómico de la Universidad de Kiev en el pueblo de Lísnyky (en el óblast de Kiev), así como durante las expediciones astronómicas en las tierras altas de Asia Central, el Cáucaso, Siberia y en el Krai de Primorie, en Chukotka y Kamchatka.
En 1969, la Universidad equipó una expedición de tres personas, incluyendo Churiúmov y Svetlana Guerasimenko, para la vigilancia de cometas periódicos en el observatorio astrofísico de Alma-Ata (ahora lleva el nombre en honor de Vasili Fesénkov).
En 1972, presentó su primer título científico de posgrado con la exposición de su tesis llamada "Estudios de cometas Ikeya-Seki (1967n), Honda (1968c), Tago-Sato-Kosaka (1969g) y el nuevo cometa periódico Churyumov-Gerasimenko a partir de observaciones fotográficas".
En 1993, obtuvo su título de Dóktor nauk con la tesis doctoral sobre "Procesos físicos evolutivos en cometas" en el Instituto de Investigación Espacial de la Academia de Ciencias de Rusia (IKI RAN) de Moscú.
A partir de 1998, Churiúmov fue profesor en la Universidad Nacional Tarás Shevchenko de Kiev.
En enero de 2004, fue nombrado director del centro educacional, el Planetario de Kiev.
Churiúmov murió en la noche del 13 al 14 de octubre de 2016 en el hospital de Járkov.

## Honores
Premios
- Orden al Mérito en 2009

Nombrado después de el
- Cometa periódico 67P/Churyumov-Gerasimenko
- Cometa no periódico C/1986 N1 Churyumov-Solodovnikov[7]
- Asteroide (2627) Churyumov
- Planetoide (3942) Churivannia fue encontrado y nombrado por Nikolái Chernyj  en honor del  hermano y padre de Klim Churiúmov[8]
- Planetoide (6646) Churanta fue encontrado y nombrado por Eleanor F. Helin como madre de Churiúmov.[9]